# Besançon
Besançon je glavno mesto vzhodne francoske regije Franche-Comté, občina in prefektura departmaja Doubs. Leta 2021 je mesto imelo 119.198 prebivalcev..
Zahvaljujoč njegovi zgodovinski in kulturni dediščini ter edinstveni arhitekturi je Besançon leta 1986 dobil oznako "mesta umetnosti in zgodovine", od leta 2008 je Citadela v sklopu Vaubanovih utrdb tudi na Unescovem seznamu svetovne kulturne dediščine.

## Geografija
Mesto se nahaja v pokrajini Franche-Comté na dnu Jurskega hribovja ob reki Doubs, ki ga obkroža z večjim naravnim okljukom v premeru enega kilometra.

## Uprava
Besançon je sedež šestih kantonov:
- Kanton Besançon-Jug (del občine Besançon, občine Arguel, Beure, La Chevillotte, Fontain, Gennes, Le Gratteris, Mamirolle, Montfaucon, Morre, Saône: 21.192 prebivalcev),
- Kanton Besançon-Planoise (del občine Besançon: 20.944 prebivalcev),
- Kanton Besançon-Severovzhod (del občine Besançon: 22.356 prebivalcev),
- Kanton Besançon-Severozahod (del občine Besançon: 17.187 prebivalcev),
- Kanton Besançon-Vzhod (del občine Besançon, občini Chalezeule, Chalèze: 25.956 prebivalcev),
- Kanton Besançon-Zahod (del občine Besançon: 21.644 prebivalcev).

Mesto je prav tako sedež okrožja, v katerega so poleg njegovih vključeni še kantoni Amancey, Audeux, Baume-les-Dames, Boussières, Marchaux, Ornans, Quingey, Rougemont in Roulans z 246.872 prebivalci.

## Zgodovina
Ozemlje ob rečnem okljuku je bilo že v bronasti dobi poseljeno s plemeni Galcev. Ime kraja se prvič omenja v Cezarjevih spisih o zavzetju Galije kot Vesontio. Skozi čas je večkrat spremenil ime, od Besantio in Besontion preko nemškega Bisanz do sedanjega Besançon.
Leta 843 je bil s podpisom Verdunskega miru, s katerim se je končala triletna karolinška državljanska vojna, dodeljen Lotaringiji pod vodstvom burgundskih vojvodov. Kot del Svetorimskega cesarstva od leta 1034 je mesto postalo sedež nadškofije, leta 1184 pa mu je bil dodeljen tudi status svobodnega cesarskega mesta z avtonomijo. V 15. stoletju je prišel pod vpliv burgundskih vojvod. Po poroki Marije Burgundske s svetorimskim cesarjem Maksimiljanom I. je padel za kratek čas v roke Habsburžanom, preko njih pa Špancem, ki so v njem zgradili glavni obrambni kompleks Citadello (1668). Od 1526 do 1673 je bila v njem kovnica denarja. Leta 1674 so ga zavzele francoske čete, po sporazumu v Nijmegnu je pripadel Franciji. V tem času je bil pod nadzorstvom arhitekta Vaubana zgrajen cel sistem fortifikacij, vključno z izpopolnjeno Citadello.

## Zanimivosti
Besançon je na seznamu francoskih umetnostno-zgodovinskih mest.
- rimski slavolok zmage, Porte Noire,
- staro mestno jedro la Boucle, ujeto v okljuk reke Doubs,
- katedrala sv. Janeza iz 12. stoletja,
- sistem utrdb s Citadelo (17. stoletje),
- umetnostna galerija Musée des Beaux Arts (17. stoletje),
- botanični vrt.

## Osebnosti
- Antoine Perrenot de Granvelle, francoski kardinal in državnik (1517-1586)
- Charles Fourier, utopični socialist in filozof (1772-1837)
- Charles Nodier, pisatelj, vodja romantičnega gibanja (1780-1844)
- Victor Hugo, pisatelj in pesnik (1802-1885)
- Hilaire de Chardonnet, industriálec, izumitelj umetne svile (1839-1924)
- Auguste in Louis Lumière, izumitelja kinematografije (1862-1954, 1864-1948)

## Pobratena mesta
- Bielsko-Biala (Šlezijsko vojvodstvo, Poljska),
- Bistriţa (Transilvanija, Romunija),
- Charlottesville (Virginija, ZDA),
- Douroula (Burkina Faso),
- Freiburg im Breisgau (Baden-Württemberg, Nemčija),
- Hadera (Izrael),
- Huddersfield - Kirklees (Anglija, Združeno kraljestvo),
- Kuopio (Finska),
- Man (Slonokoščena obala),
- Neuchâtel (kanton Neuchâtel, Švica),
- Pavia (Lombardija, Italija),
- Tver (Osrednje zvezno okrožje, Rusija).